# Pseudophilotes occidentalis
Pseudophilotes occidentalis är en fjärilsart som beskrevs av Arthur Francis Hemming 1929. Pseudophilotes occidentalis ingår i släktet Pseudophilotes och familjen juvelvingar. Inga underarter finns listade.